# Сідар-Гіллс (Юта)
Сідар-Гіллс (англ. Cedar Hills) — місто (англ. city) в США, в окрузі Юта штату Юта. Населення — 10 019 осіб (2020).

## Географія
Сідар-Гіллс розташований за координатами 40°25′20″ пн. ш. 111°45′50″ зх. д. / 40.42222° пн. ш. 111.76389° зх. д. (40.422312, -111.763790).  За даними Бюро перепису населення США в 2010 році місто мало площу 7,14 км², уся площа — суходіл.

## Демографія
Згідно з переписом 2010 року, у місті мешкало 9796 осіб у 2355 домогосподарствах у складі 2124 родин. Густота населення становила 1373 особи/км².  Було 2441 помешкання (342/км²).
Расовий склад населення:
| - 95,2 % — білих - 1,0 % — азіатів - 0,6 % — вихідців з тихоокеанських островів - 0,4 % — чорних або афроамериканців - 0,3 % — корінних американців |

До двох чи більше рас належало 1,8 %. Частка іспаномовних становила 4,2 % від усіх жителів.
За віковим діапазоном населення розподілялося таким чином: 45,1 % — особи молодші 18 років, 49,6 % — особи у віці 18—64 років, 5,3 % — особи у віці 65 років та старші. Медіана віку мешканця становила 22,3 року. На 100 осіб жіночої статі у місті припадало 99,1 чоловіків;  на 100 жінок у віці від 18 років та старших — 96,8 чоловіків також старших 18 років.
Середній дохід на одне домашнє господарство  становив 112 718 доларів США (медіана — 92 760), а середній дохід на одну сім'ю — 119 635 доларів (медіана — 100 510). Медіана доходів становила 91 250 доларів для чоловіків та 45 781 долар для жінок. За межею бідності перебувало 5,7 % осіб, у тому числі 6,6 % дітей у віці до 18 років та 4,0 % осіб у віці 65 років та старших.
Цивільне працевлаштоване населення становило 3906 осіб. Основні галузі зайнятості: освіта, охорона здоров'я та соціальна допомога — 29,0 %, науковці, спеціалісти, менеджери — 13,2 %, роздрібна торгівля — 11,4 %.